# Lonate Pozzolo
Lonate Pozzolo (Lonaa Pozzoeu in dialetto locale, AFI: [luˈnɑː puˈʦøː]) è un comune italiano di 11 300 abitanti in provincia di Varese in Lombardia.
Tra circa il 1916 e 1945 la cittadina fu molto famosa in Italia per l’aeroporto militare noto come Campo della Promessa, su cui volarono i più importanti aerei di quel periodo, e che dal 1940 divenne base del 1º Nucleo Addestramento Tuffatori comandato dall’asso Giuseppe Cenni (MOVM).

## Geografia fisica
Il territorio comunale (oltre 29 km²) è situato al confine con la regione Piemonte (località ponte di Oleggio) e con la Provincia di Milano, all'estremità sud ovest della Provincia di Varese. Il centro abitato di Lonate Pozzolo è situato a 205 metri di altezza, e la particolare orografia del terreno varia dai 142 metri sul livello del mare della località ponte di Oleggio ai 210 del punto più alto. Lonate Pozzolo si trova inoltre nelle vicinanze di numerose città. Dista infatti 6 km da Busto Arsizio, 9 km da Gallarate, 27 km da Novara e 35 km da Varese.

## Storia

### Le origini

Chiesa di san Giovanni in campagna prima della demolizione

Le testimonianze della presenza romana a Lonate Pozzolo sono varie: due are votive del I secolo d.C., una piccola necropoli, un presunto miliario (piccola colonna posta lungo le vie di comunicazione più importanti), dei frammenti di terracotta, delle monete rinvenute nel 1914 e una cisterna in località Fugazza.
Risale al 973 la prima menzione del comune di Lonate Pozzolo in una permuta di terreni tra il vescovo di Novara, Aupaldo, e un certo Celsone di Lonate, figlio di Leone. La presenza in periferia dell'antico oratorio di San Giovanni Battista attesta tuttavia un'antica presenza longobarda, e nel centro storico si trovano addirittura tracce di centuriazione romana.
Nel XII era posseduto dai conti di Biandrate e poi dai Visconti di Modrone fino al XVIII secolo. Già agli inizi del XIII secolo, Lonate costituiva un centro di una certa rilevanza. Anche se la sua economia era fondata principalmente sull'agricoltura, disponeva già di console, statuti e notai, essendo situato nei pressi dell'importante strada Como-Novara e della derivazione dal fiume Ticino di un grande canale chiamato Naviglio Grande, scavato nel 1135. Nei secoli successivi crebbe la sua prosperità e, di conseguenza, la sua popolazione, tanto che, almeno a partire dal 1290, nei documenti Lonate venne qualificata come "borgo", cioè piccola città.

### L'età moderna
Nel 1496 la comunità, che contava all'incirca 1 500 abitanti, si dotò di nuovi statuti. Due anni dopo si concluse la costruzione della Chiesa di Sant'Ambrogio, consacrata l'anno successivo. L'abitato era suddiviso in due parrocchie, Sant'Ambrogio e San Nazaro e Celso, con due parroci distinti. Gli antichi ma piccoli monasteri femminili vennero accorpati da San Carlo Borromeo nei tre grandi monasteri di Sant'Agata, di San Michele e di Santa Maria, che giunsero ad ospitare, complessivamente, fino a 180 monache di clausura.
Nella contrada centrale del paese si tenevano il mercato settimanale e una fiera annuale di tre giorni.
La popolazione fu falcidiata dalla peste del 1576-77, dal tifo petecchiale del 1588 e ancora dalla peste del 1630-1631.
Nel 1635 venne eretta l'alta torre campanaria della chiesa di Sant'Ambrogio.
Il 22 giugno dell'anno seguente, nei dintorni della frazione di Tornavento, fu combattuta tra gli spagnoli (che occupavano il Milanese) e l'esercito invasore dei francesi, alleato dei piemontesi, una sanguinosa battaglia, che provocò la fuga da Lonate della famiglie più ricche e, di conseguenza, contribuì al suo declino economico.
 Per due secoli Lonate visse di sola agricoltura.

### L'età contemporanea
Dal 1861, anno nel quale si realizzò l'unità d'Italia, riprese un rapido sviluppo, dovuto all'avvio dell'industrializzazione (filande per la trattura della seta, cotonifici). Il conseguente rapido incremento demografico, però, non consentì a tutti i giovani di trovare lavoro in paese; molti furono costretti ad emigrare in America (in Argentina, ma soprattutto in California). Quando non vi si stabilirono definitivamente, tornarono a Lonate con i soldi accantonati in anni di duro lavoro.
Nei primi anni del secolo scorso, così, si costruirono nuove case ai margini dell'antico abitato, determinando una rapida espansione del paese. Tra le due guerre mondiali procedette rapidamente lo sviluppo delle industrie, grazie anche al sorgere di fonderie e di officine meccaniche; negli anni sessanta avvenne l'abbandono definitivo dell'agricoltura. Inoltre si verificò una forte immigrazione di forza lavoro, principalmente dal sud Italia.

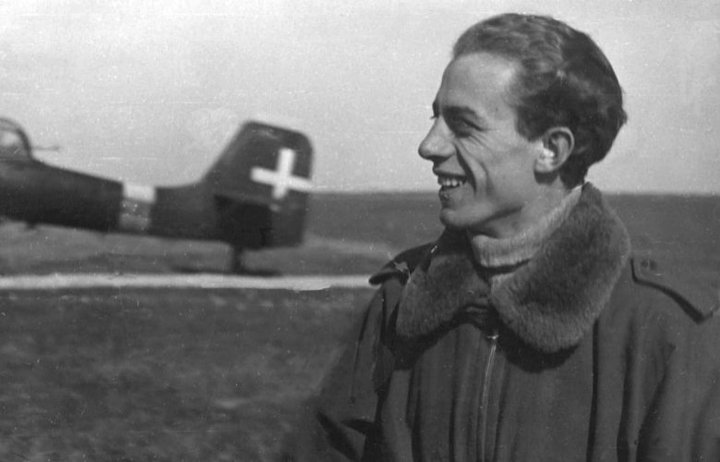
Giuseppe Cenni (MOVM), l'asso dei Tuffatori, che nel 1942 fu anche Comandante del 1º Nucleo Addestramento Tuffatori a Lonate Pozzolo.

Tra il 1923 e il 1945, il comune di Lonate Pozzolo fu centrale in Italia per avere uno tra i più importanti aeroporti militari, noto come Campo della Promessa. Il nome fu ideato da Gabriele D'Annunzio che inaugurò lo stesso aeroporto. Negli anni di attività si alternarono molti aerei e gruppi, ma sicuramente i reparti più strutturati, sulla pista di Lonate, furono quelli dei bombardieri Stuka. Non si può non ricordare il 1º Nucleo Addestramento Tuffatori comandato dall'asso Giuseppe Cenni (Medaglia d'oro al valor militare). Il 1º maggio 1942, per volontà del Gen. Tedeschini-Lalli, sul Campo della Promessa vi nacque il 102º Gruppo Tuffatori il cui comando fu affidato sempre a Cenni.
Durante la seconda guerra mondiale svolse attività antifascista il parroco don Antonio Tagliabue, mentre il concittadino Annunciato Crivelli fu deportato nel campo di concentramento tedesco di Mauthausen, dove morì.
Dagli anni novanta in poi, Lonate Pozzolo fu direttamente coinvolta nell'ampliamento dell'aeroporto della Malpensa, causando rilevanti ricadute sul territorio che continuano a essere tema di discussione tra la SEA Aeroporti Milanesi e il Comune, oltreché un più veloce ricambio della popolazione residente e l'immigrazione dei nuovi stranieri residenti. Del resto Malpensa non è sorta all'improvviso dal nulla, ma è la diretta conseguenza della tradizione aviatoria lonatese data dal vecchio Campo della Promessa, centro principale dei reparti da "tuffo".
Il capoluogo conta quasi 11 000 abitanti; aggiungendo i residenti delle due frazioni di Sant'Antonino Ticino e di Tornavento, si arriva a quasi 12.000.

### Simboli
Lo stemma e il gonfalone del Comune di Lonate Pozzolo sono stati concessi con decreto del presidente della Repubblica dell'8 giugno 2007.
Il gonfalone è un drappo partito di bianco e di rosso.

## Monumenti e luoghi d'interesse

### Architetture religiose

#### Monastero di San Michele
Era uno dei tre Monasteri più grandi del paese ed uno dei più importanti nella zona a nord di Milano. Ora ne rimane, sostanzialmente, il nucleo centrale. Era un monastero femminile di clausura che seguiva la regola di sant'Agostino: le fanciulle che vi entravano, dopo l'emissione dei voti, non avevano più contatto con il mondo esterno e non ne uscivano nemmeno dopo la morte (il monastero disponeva infatti di un proprio cimitero al suo interno). Una sepoltura è stata recentemente rinvenuta nell'ala nord del monastero, durante i lavori di restauro e riuso del monumento, curati dal Politecnico di Milano e dall'Ufficio Tecnico del Comune. Solamente due uomini potevano entrare, in caso di malattia grave delle monache: il medico e il prete.
Poiché il monastero accoglieva dalle 40 alle 60 monache, le sue strutture dovevano disporre di quanto necessario alla loro sopravvivenza: diversi pozzi, l'orto, i pollai, i magazzini per la custodia delle vettovaglie (cereali, vino, ecc.). Nelle due corti laterali si aprivano le porte carraie. Al piano terra del monastero si trovavano la Chiesa, il laboratorio, le cucine, il refettorio, l'atrio e il parlatorio; al piano superiore i dormitori. Ora l'edificio è di proprietà del Comune, che ne ha già ristrutturato l'ala ovest, riutilizzando il refettorio quale sala polivalente e il piano superiore e l'ala nord quale sede della biblioteca comunale NH Gian Domenico Oltrona Visconti.

#### Chiesa parrocchiale di Sant'Ambrogio
La chiesa parrocchiale di Sant'Ambrogio si trova in piazza Sant'Ambrogio ed è risalente al XIII secolo con un ampliamento del 1560 e facciata del 1857. Fino al secolo XIII nel sito dove è collocata la parrocchiale si trovava il castello dei feudatari, che sicuramente ospitava una piccola chiesa. Dopo la distruzione del castello, sulla sua area venne costruita una piccola chiesa, frequentata dai lonatesi che abitavano nella zona nord del borgo; per quelli che abitavano a sud esisteva la chiesa di San Nazaro, sicuramente più antica di quella di Sant'Ambrogio, ma demolita a fine Settecento.
Diventata troppo piccola per il gran numero di fedeli che la frequentavano, nel 1499 venne abbattuta e ricostruita in forma di ottagono, su disegno e sotto la direzione di un architetto lonatese di nome Antonio Bodio, meglio noto con il soprannome di Antonio da Lonate, discepolo del celebre Bramante; la sua opera più nota è la Cattedrale di Vigevano.
Tra il 1511 e il 1520 venne aggiunta la navata, delle nuove dimensioni; nel 1635 fu costruita la torre campanaria alta 48 metri, che ospita un concerto di otto campane. Nel 1776 venne edificato il chiostrino, con la funzione di cimitero: fino ad allora i morti venivano seppelliti all'interno della chiesa (i sacerdoti e i maggiorenti) e ai suoi lati. Nel 1997 sono state riscoperte alcune antiche sepolture sotto l'antica cappella Carcano. Le cappelle laterali sono del XIX secolo, come il maestoso organo Prestinari.
Nel 1997, a causa della rimozione di un confessionale, furono scoperti degli affreschi delle prime due cappelle laterali, risalenti al XVI secolo: quella di sinistra rappresenta la Vergine con Gesù Bambino, tra i santi Bartolomeo e Girolamo; quella di destra rappresenta la Vergine tra i santi Pietro Martire e Agata, affiancati rispettivamente da San Gregorio e da Sant'Agostino. Negli affreschi dell'abside, risalenti alla prima metà del Cinquecento, giganteggia al centro l'effigie di Sant'Ambrogio, patrono della diocesi di Milano e della Parrocchia di Lonate Pozzolo. Sono state da poco sottoposte a restauro le otto campane e il castello della torre campanaria, data l'usura dei batacchi.

#### Chiesa di Santa Maria degli Angeli
L'edificio costituisce la Chiesa esterna del monastero di Santa Maria: vi si celebrava messa ogni domenica e festa di precetto, ed era frequentata anche dai laici.

#### Chiesa della Maggia
Le prime testimonianze della chiesa risalgono alla fine del XVI secolo. La chiesa è poi presente in una mappa del 1722, posizionata a nord-ovest del complesso abitativo della cascina. La benedizione avvenne nel 1740, ad opera di un delegato arcivescovile.

#### Cappella di Sant'Anna
La cappella di Sant'Anna ha origini antiche, le prime tracce di essa si trovano nell'elenco del 1567 dei beni incantati dai consorzi medievali di Lonate.

### Architetture civili

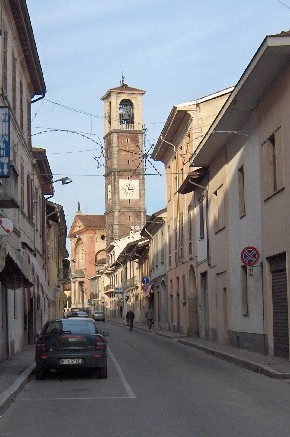
Via Roma a Lonate Pozzolo

#### Palazzo Municipale
L'edificio del municipio, in via Cavour 20, occupa l'area dell'antico monastero di Sant'Agata, citato per la prima volta in un atto del 5 giugno 1340, che reca un'investitura da parte di Caterina, "ministra" della Casa Umiliata di Sant'Agata. Esso fu soppresso nel 1784 per volere dell'imperatore austriaco Giuseppe II (che stabilì le famose leggi Giuseppine).
 Nella seconda metà dell'Ottocento vi ebbe sede una filanda e, dai primi anni del novecento, la Villa Carminati, poi diventata negli anni trenta la sede del Comune. Di recente è stato ristrutturato il nucleo dell'antico monastero, che ora ospita l'ala nuova del palazzo municipale, ed è stato anche completato il restauro conservativo della recinzione e dei portali d'ingresso del Parco comunale sotto la sorveglianza della Soprintendenza per i Beni Architettonici e per il Paesaggio di Milano.

#### Cascina Maggia
La Cascina Maggia è una storica località del comune di Lonate Pozzolo. Prende il nome dalla omonima cascina di proprietà della famiglia milanese Maggi, che nel cinquecento vantava proprietà in molte località dell'Alto Milanese. Tra l'altro i Maggi avevano vaste proprietà a Sant'Antonino Ticino nell'anno 1514; dal suo esponente Castellano Maggi prende il nome la Cascina Castellana, altra località in territorio di Lonate, presso il Naviglio Grande.
Nella cascina Maggia si trova il bell'oratorio della Consolata, una chiesa meno antica della cascina: nella mappa teresiana dell'anno 1722, essa figura disegnata a nord-ovest della cascina; e, vista la collocazione a margine, la cappella è da ritenersi costruzione aggiuntiva al caseggiato quadrilatero. Risulta benedetta il 20 agosto 1740 da Giovanni Repossi, cappellano lonatese, dietro delega dell'arcivescovo.

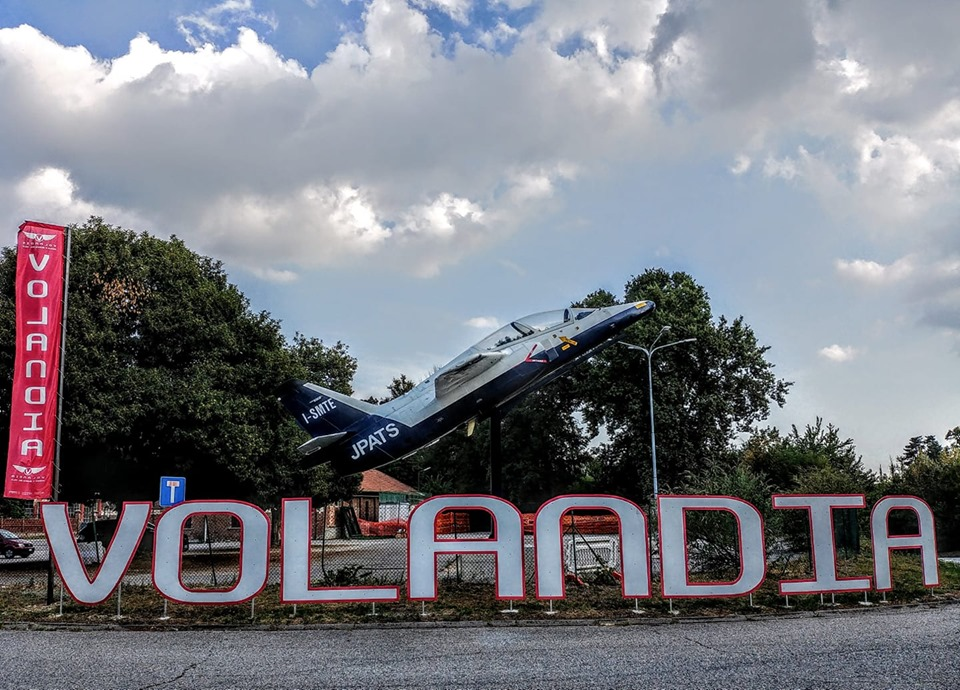
Ingresso di Volandia con Gate Guardian SIAI-Marchetti S-211.

Settecentesco è il portico antistante la chiesa, così come la torricella delle campane che sorge nella zona dell'altare, posto verso est. Settecentesco e di fattura popolare è anche l'affresco che si trova sopra l'altare: una Madonna con Bambino seduta sopra un seggio, largo e sobrio, fra tendaggi aperti e annodati. Il dipinto evidenzia i segni lasciati dai chiodi usati un tempo per appendere i monili, regalati alla Madonna della Maggia prima dai contadini della cascina e in seguito dagli operai della cava.
La cascina può essere raggiunta deviando verso nord all'altezza della dogana Austriaca (che segnava il confine tra l'Impero Asburgico e il Regno di Sardegna), prima della discesa verso il fiume Ticino e il canale Villoresi.

#### Volandia
Il comune di Lonate Pozzolo è uno dei soci fondatori di Volandia, il più grande museo aeronautico italiano.

#### Ville
- Villa Oltrona Visconti[32]

- Villa Alessandri Parravicini[33]

## Società

### Evoluzione demografica
Abitanti censiti

### Etnie e minoranze straniere
Secondo i dati Istat al 1 gennaio 2023 i cittadini stranieri residenti sono risultati 967, circa l'8,5% della popolazione.
In base agli stessi dati, le nazionalità maggiormente rappresentate in base alla loro percentuale sul totale dei cittadini stranieri sono le seguenti:
- Marocco 12,5%
- Senegal 11,3%
- Pakistan 10%
- Romania 9,7%
- Repubblica Popolare Cinese 8,5%
- Albania 7,2%
- Ucraina 5,2%
- Nigeria 5,1%

### Lingue e dialetti
Il dialetto lonatese è la variante del dialetto lombardo occidentale che è parlata in gran parte del comune di Lonate Pozzolo, in provincia di Varese, oltreché nei luoghi di emigrazione dei lonatesi, come a San Rafael, città della California gemellata con Lonate Pozzolo. Non è perfettamente coincidente con nessuno degli idiomi del circondario e addirittura esistono differenze con quello della frazione di Sant'Antonino Ticino, nonché tra il quartiere settentrionale (in sü) e quello inferiore (in gió).

#### Fonetica del dialetto lonatese
A parte le caratteristiche comuni agli altri dialetti lombardi, come ad esempio la perdita della vocale finale (esclusa la a) per sincope a partire dall'accusativo latino, si trovano nel lonatese le seguenti ricorrenze che invece non si trovano nel latino e nell'italiano:
- evoluzione da v (e anche da p) intervocalica a gh (ad esempio: leporem diventa légura, uva si dice üga...);
- caduta della v alla fine della parola: nel dialetto milanese si usano: bév, név, scrìv, növ, öv, pjöv mentre in quello lonatese si usano bē, nē, scrī, nö, ö, pjö;
- passaggio da c(i) e c(e) all'inizio della parola a sci e sce (ad esempio da cerasa a scirésa o da cera a scìra);
- coesistenza delle forme con o senza v all'inizio della parola (vignì o ignì per venire, vurē o urē per volere, vön o ön per uno; valzà o alzà per alzare);
- caduta della d (ad esempio: pedem diventa pē, badile si dice baī);
- passaggio da an ad èn davanti ad altra consonante o alla fine della parola (ad esempio angelo si dice èngiar o angolo si dice èngul);
- passaggio del gruppo er al gruppo ar nel corpo della parola (ad esempio venerdì si dice vanardì);
- lettera a che alla fine di un nome o di un aggettivo sfiora il suono della lettera è.

#### Sintassi del dialetto lonatese
Nel dialetto lonatese si rilevano le particolarità dei dialetti lombardi, come:
- sostituzione del participio presente e del gerundio con circonlocuzioni: sóm adré a fà per sto facendo (equivalente al francese je suis en train de);
- passato prossimo indicativo usato anche per azioni che userebbero il passato remoto in italiano;
- negazione posta dopo il verbo: al sìnt no per non sente;
- uso dell'imperativo negativo (in italiano si usa l'infinito): fà no inscì per non fare così;
- comparsa frequente di un pronome sovrabbondante: mì a pàrli (come nel doppio pronome del francese moi je parle);
- uso di ca dopo alcune congiunzioni: quàn ca ta s'é rivô tì per quando sei arrivato tu
- abbondanza della particella pleonastica ga o ghe: ga végn vöa per gli viene voglia.

#### Comparazione con il santantoninese
Le ragioni della differenza tra i dialetti sono da ricercarsi probabilmente nella storia di Sant'Antonino Ticino, comune autonomo dal Medioevo e parrocchia dal 1496 che fu, a differenza di Lonate Pozzolo, parte ecclesiastica della Pieve di Dairago e pertanto subì l'influenza della parlata di Magnago, chiesa matrice, e di quella della stessa capopieve.
Di seguito si raccolgono alcune differenze lessicali tra il lonatese (parlato nel "capoluogo") e il santantoninese (parlato nella frazione di sant'Antonino):
| italiano   | lonatese   | santantoninese |
| adagio     | adôṣi      | adàṣi          |
| bacche     | ẓanẓarulén | patasciö       |
| cane       | càn        | chèn           |
| fiordaliso | fiurdalìṣ  | garinj         |
| lucertola  | lüṣerta    | riṣèrta        |
| lucciola   | pizacü     | rüṣirö         |
| pane       | pàn        | pèn            |

### Religione
La maggioranza della popolazione è cattolica.

#### Parrocchie
Fino alla fine del settecento, esistevano a Lonate Pozzolo le parrocchie di Sant'Ambrogio e di San Nazaro e Celso. Quest'ultima venne soppressa in seguito alle leggi giuseppine.
Dal mese di settembre 2010 è stata creata l'unità pastorale tra Lonate, Sant'Antonino Ticino, Tornavento e Ferno, da cui dovrebbe venire a nascere nei prossimi anni la comunità pastorale tra le quattro parrocchie.

## Cultura

### Eventi
- Ul Cinin da la Giöbia: ultimo giovedì di gennaio, con falò della Vecchia (Giöbia) e degustazione di salamini con fagiolini.[43]
- Carnevale Lonatese: pomeriggio di sabato grasso (secondo il rito ambrosiano), con sfilata di carri.[44]
- Caminàa da l'Ulia: sabato precedente la domenica delle Palme, camminata notturna primaverile lungo la strada di Gaggio.[45]
- Lonate Spring Festival: fine maggio.
- Festa di inizio estate: inizi di giugno.
- Antica fiera de Sanazé: seconda domenica di giugno, via Lisenzio; hobbistica e mercatino dell'antiquariato.[46]
- Rievocazione della Battaglia di Tornavento: terza domenica di giugno.[47]
- Festa popolare in onore della Madonna del Carmine: detta anche "festa della terza di luglio", festa popolare della frazione di Sant'Antonino Ticino che si svolge tradizionalmente la terza domenica di luglio.[48]
- Festa patronale di Sant'Antonino Ticino: il 13 novembre.
- Rassegna Jazz: in piazza a Tornavento durante l'estate.
- Meat Meets Beer (MMB - la carne incontra la birra) Tornavento ultimo week-end di agosto
- Festa patronale di Tornavento: prima domenica di settembre.[49]
- Festa di fine estate: metà settembre
- Festa patronale di Sant'Ambrogio: 7-8 dicembre, stand gastronomico con piatti tipici della cucina Lonatese, concerto serale con assegnazione del "Premio Sant'Ambrogio" ad associazioni e cittadini benemeriti.[50]
- Caminàa dal Bambin: sabato prima di Natale
- Mercato settimanale: venerdì a Lonate Pozzolo, mercoledì a Sant'Antonino Ticino.

## Amministrazione

Gonfalone comunale

### Sindaci di Lonate Pozzolo dal 1869
- Luigi Regalia (1869-1874)
- Ippolito Parravicino (1875-1877)
- Giulio Cerati (1878-1885)
- Francesco Vigevano (1886-1891)
- Vittorio Porro (1891-1895)
- Ulisse Bosisio (1896-1920)
- Carlo Rosa (1920-1927)
- Camillo Puricelli Guerra (podestà, 1927-1929)
- Francesco Binaghi (podestà, 1930-1934)
- Antonio Pizzamiglio (podestà, 1934-1940, 1942)
- Carlo Rosa (1945-1946)
- Pietro Giulio Bosisio (1946-1951)
- Angelo Turri (1951-1964)
- Carlo Soldavini (1965-1975)
- Antonio Bottarini (1975-1980)
- Gerolamo Bergamaschi (1980-1990)
- Battistino Bottarini (1990-1992)
- Michelantonio Vaccaro (1992-1993)
- Franco Maffei (1993-1995)
- Giovanni Canziani (1995-2004)
- Pier Giulio Gelosa (2004-2014)
- Danilo Emilio Rivolta (2014-2017)
- Commissario prefettizio Gaetano Losa (2017-2018)
- Nadia Rosa (2018-2023)
- Elena Carraro (2023-)

### Gemellaggi
- San Rafael, dal 1988[51]

## Infrastrutture e trasporti

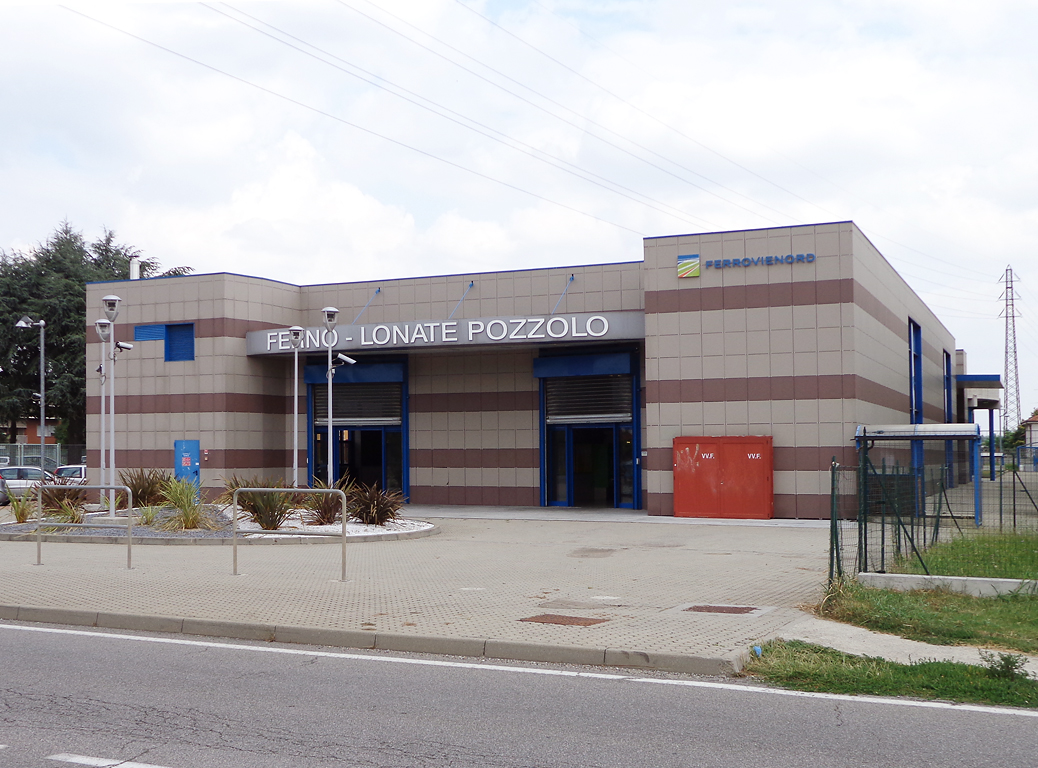
Stazione di Ferno-Lonate Pozzolo

La stazione di Ferno-Lonate Pozzolo, posta lungo la ferrovia Busto Arsizio-Malpensa Aeroporto, è servita da collegamenti regionali svolti da Trenord nell'ambito del contratto di servizio stipulato con la Regione Lombardia.
Fra il 1933 e il 1951 Lonate Pozzolo rappresentò inoltre il capolinea della diramazione proveniente da Gallarate della tranvia Milano-Gallarate, gestita dalla STIE.

### Periodici
- Angelo Emiliani, Il "Tuffatore" della Regia Aeronautica (Giuseppe Cenni, pilota di Stuka venuto dalla caccia), in Storia Militare, n. 19, Parma, aprile 1995.
- Carlo Migliavacca, Ricordo di un eroe: il magg. pil. Giuseppe Cenni, in Aeronautica, n. 8-9, Roma, Associazione Arma Aeronautica, 2013. (PDF)